# Пилипи (Красилівська міська громада)
Пилипи́ — село в Україні, у Красилівській міській громаді Хмельницького району Хмельницької області. Населення становить понад 100 осіб.

## Історія

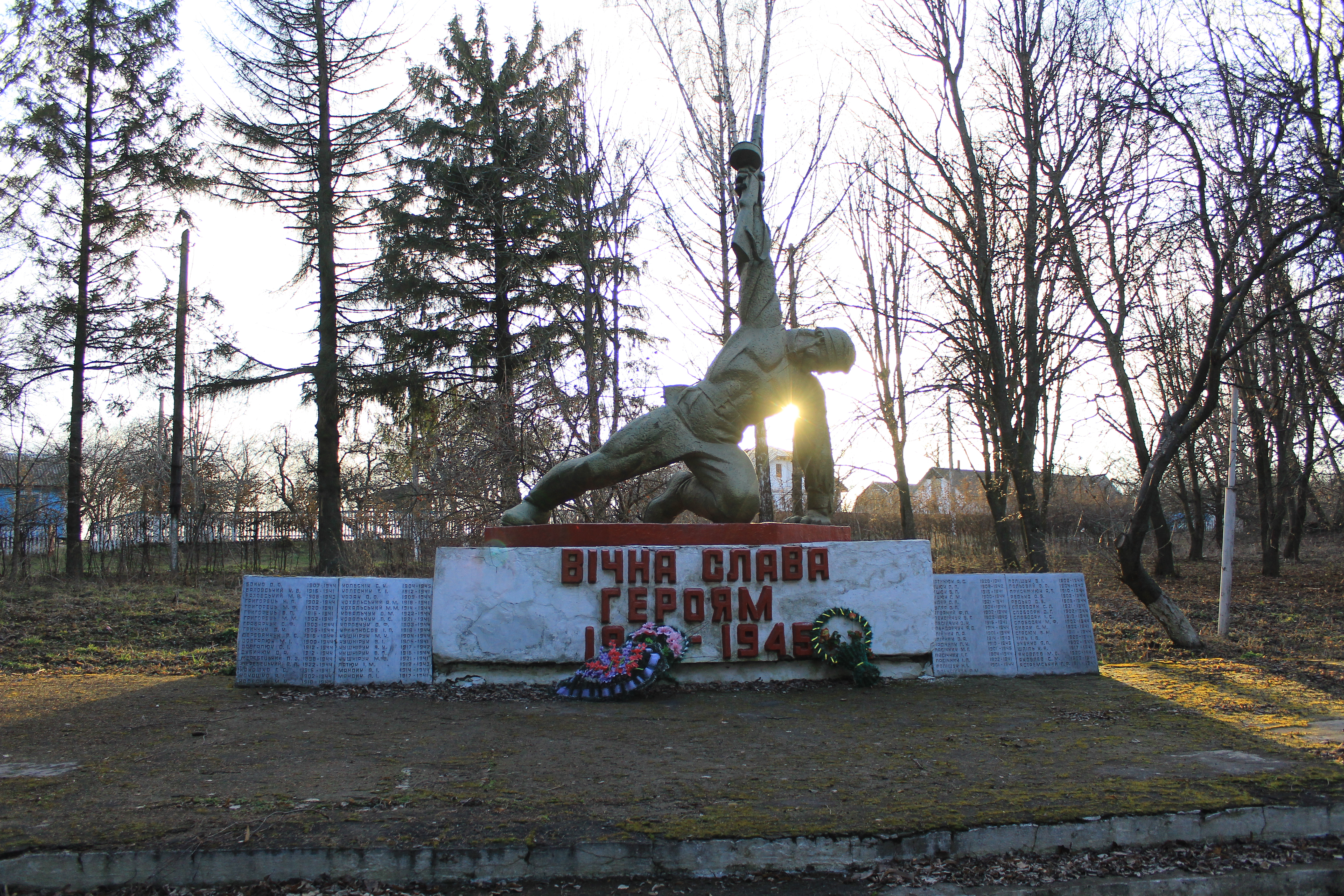
Пам'ятний знак на честь воїнів-односельчан, село Пилипи

У 1906 році село Чернелевецької волості Старокостянтинівського повіту Волинської губернії. Відстань від повітового міста 32 верст, від волості 3. Дворів 60, мешканців 397.
Колишній орган місцевого самоврядування — Чернелівська сільська рада.

## Відомі люди
В селі народився Слободян Митрофан Лук'янович (нар.1918 — †1984) — Герой Радянського Союзу.

## Галерея

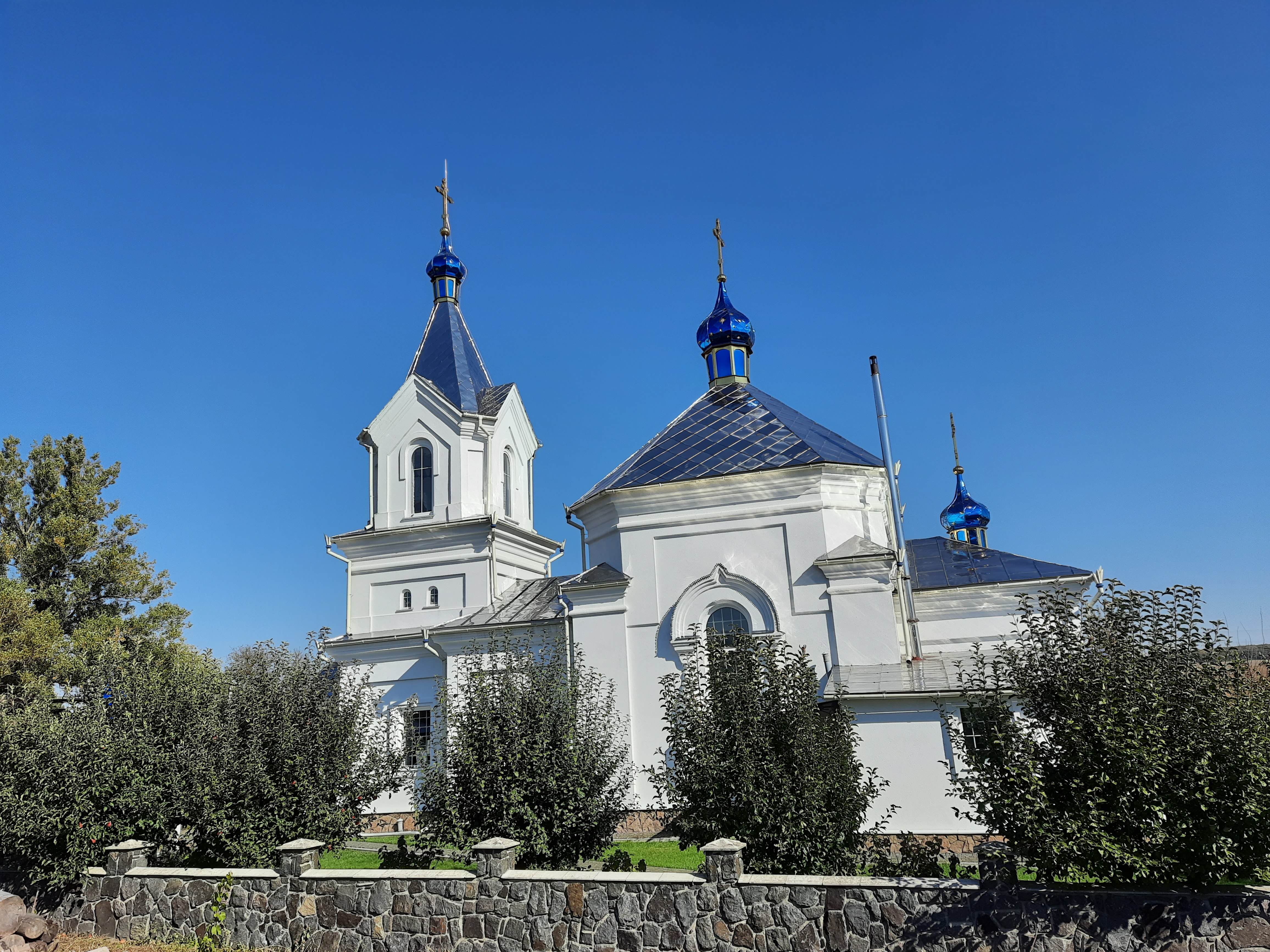
Миколаївська церква
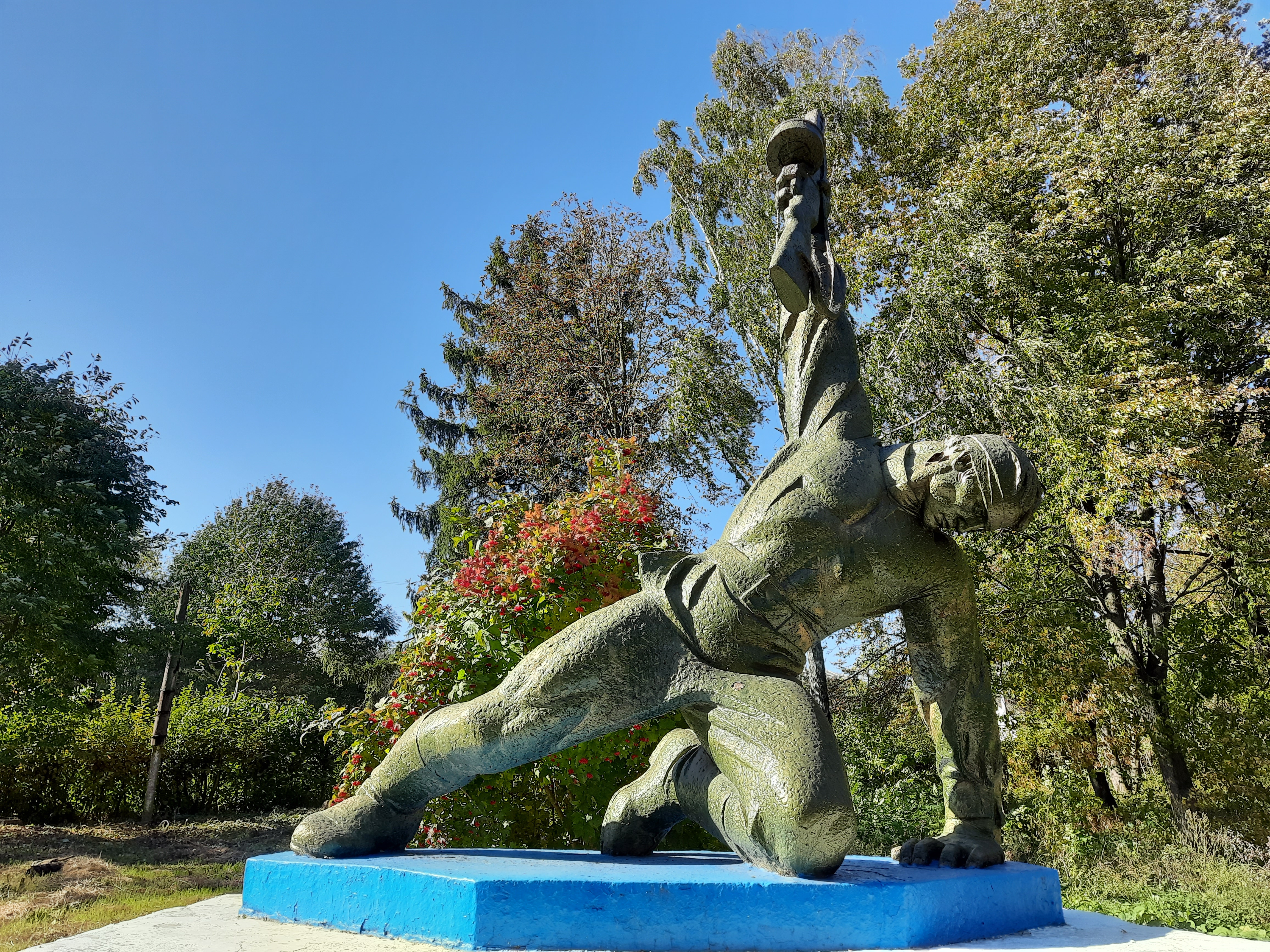
Пам'ятний знак на честь воїнів-односельців